# Hans Anders
Pour les articles homonymes, voir Anders.
Hans Anders est une chaîne néerlandaise d'opticiens créée en 1982 à Rotterdam, Pays-Bas. La chaîne est présente en Belgique et aux Pays-Bas avec un total d'environ 450 boutiques en Europe et plus de 1500 employés. Elle existe également sous le nom de « Direkt Optik » en Espagne et en Suède.
En 2008, l'enseigne compte plus de 250 boutiques aux Pays-Bas, où elle est leader du marché, et 93 en Belgique, où elle est la 2e enseigne en optique. En France, la marque a été exploitée une dizaine d'années sans succès et les magasins ont finalement été cédés à la famille Abittan qui les a transformés en magasins Direct Optic.
Outre les lunettes, la chaîne vend des lentilles de contact et depuis 1999 des appareils auditifs.

## Le nom
Le nom de Hans Anders vient du fait que l'objectif initial était d'offrir une approche différente (en néerlandais : anders) dans le marché d'optique. Le prénom Hans fut rapidement choisi car parmi les concepteurs, il y avait plusieurs Hans.

## Histoire
En 1982, Hans Anders a été créé avec la première boutique à Rotterdam aux Pays-Bas. En 1988 la chaîne développe en rachetant l'enseigne Rinck du groupe Vendex (aujourd'hui Maxeda BV).
En 2004, l'entreprise d'investissement Gilde Buy Out Partners devient la propriétaire de Hans Anders.
En octobre 2006, la chaîne ouvre sa première boutique en France, à Dunkerque.
En 2008, Gilde tente de vendre Hans Anders. La chaîne d'optique était en vente pendant un an et demi, mais sans succès. Malgré de nombreux acheteurs intéressés, le prix demandé semble avoir été trop élevé : la valeur de transaction était estimé à 250 à 300 millions d'€.
Le 14 décembre 2009, la première boutique de Paris ouvre ses portes dans le XIXe arrondissement.
En 2011, Hans Anders a finalement été vendue au groupe français Alpha et groupe néerlandais AlpInvest,.
En 2017, l’entreprise hollandaise, le plus grand retailer optique du Benelux, a été rachetée à Alpha Private Equity et Alpines, par la société d’investissements 3i.
En 2018, cession des magasins français à la famille Abittan.